# Варга-Катарылькы
Варга-Катарылькы (устар. Воргэ-Катарыль-Кы) — река в России, протекает по территории Ямало-Ненецкого автономного округа. Приток Катарылькы. Длина реки составляет 18 км.
Система водного объекта: Катарыль-Кы → Варга-Сылькы → Таз → Карское море.

## Данные водного реестра
По данным государственного водного реестра России относится к Нижнеобскому бассейновому округу, водохозяйственный участок реки — Таз. Речной бассейн реки — Таз.
Код объекта в государственном водном реестре — 15050000112115300069671.